# Zhu Da
Zhū Dā (朱耷), född 1626, död 1705, var en kinesisk konstnär inom tuschmåleri och en kalligraf. Han var av adlig släkt med prinsen Zhu Quan av Mingdynastin som förfader. I Kina är Zhu Da mer känd som Bādà Shānrén (八大山人), ett religiöst namn han tog sent i livet.
Som en ung talang började han måla och skriva poesi vid en tidig ålder. Ungefär år 1658, när Mingkejsaren begick självmord och en rebellarmé anföll Peking, sökte den unge mannen skydd i ett buddhisttempel och blev munk. Som en lojal tjänare till Ming var han djupt sorgsen och vägrade tala med någon utan bara skrattade och grät (som inskriptioner i hans målningar visade). Han var en ledande målare under Qingdynastin
Hans målningar har karakteristiskt skarpa penseldrag, vilket anses bero på sättet han sidlänges höll penseln. På 1930-talet producerade den kinesiske konstnären Zhang Daqi flera förfalskningar av Zhu Das konstverk. Men dessa kan enkelt upptäckas av ett tränat öga eftersom kopiornas penseldrag var mjukare och rundare. 

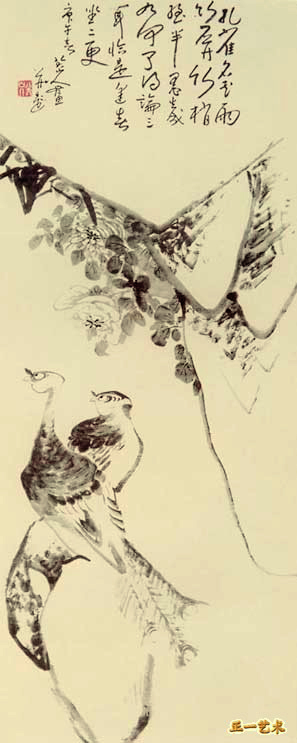
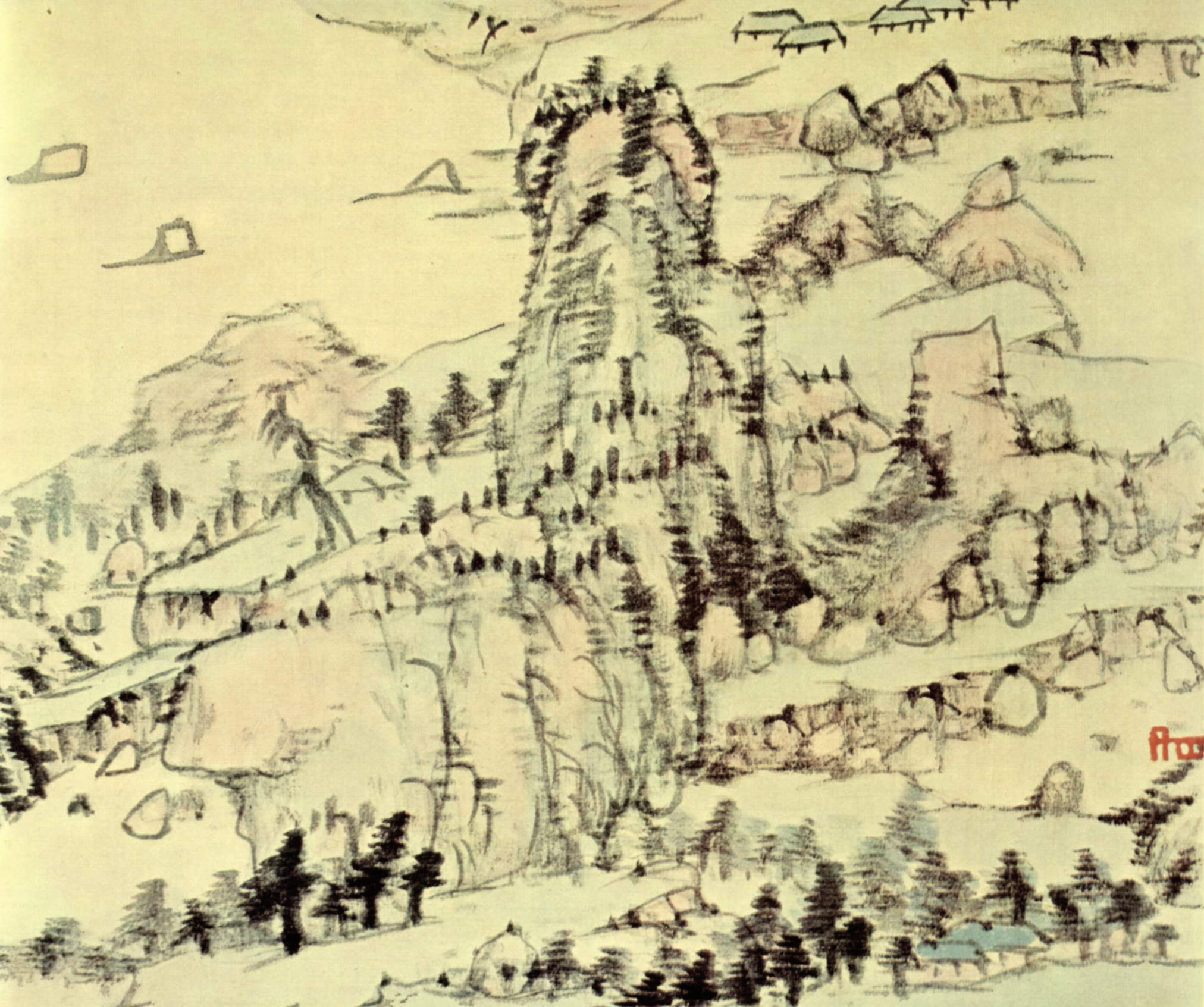
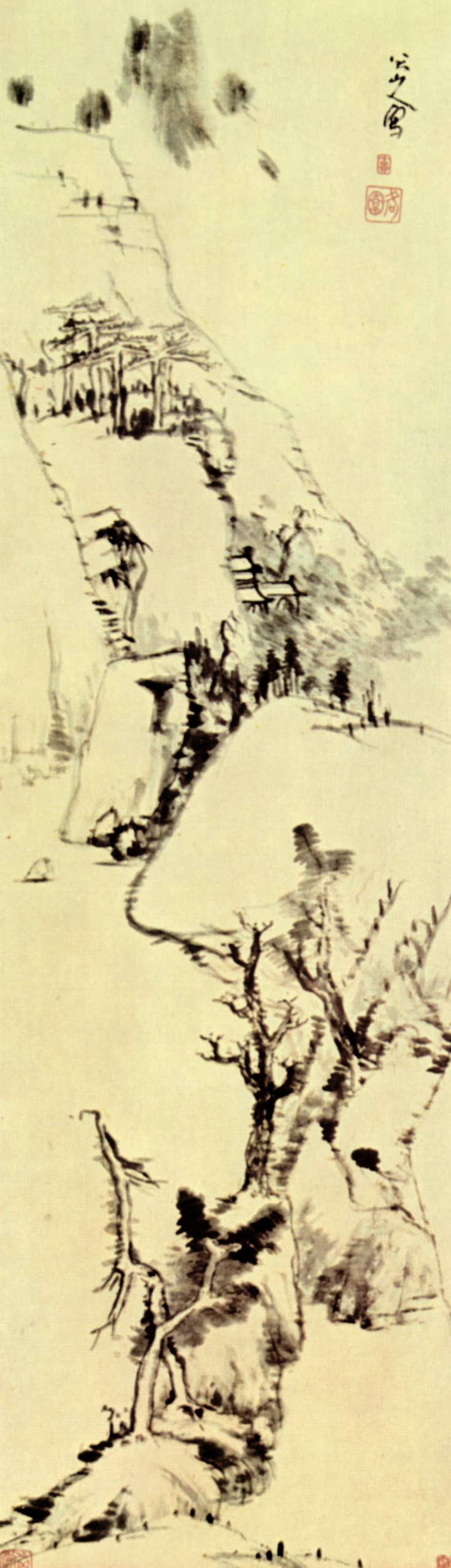
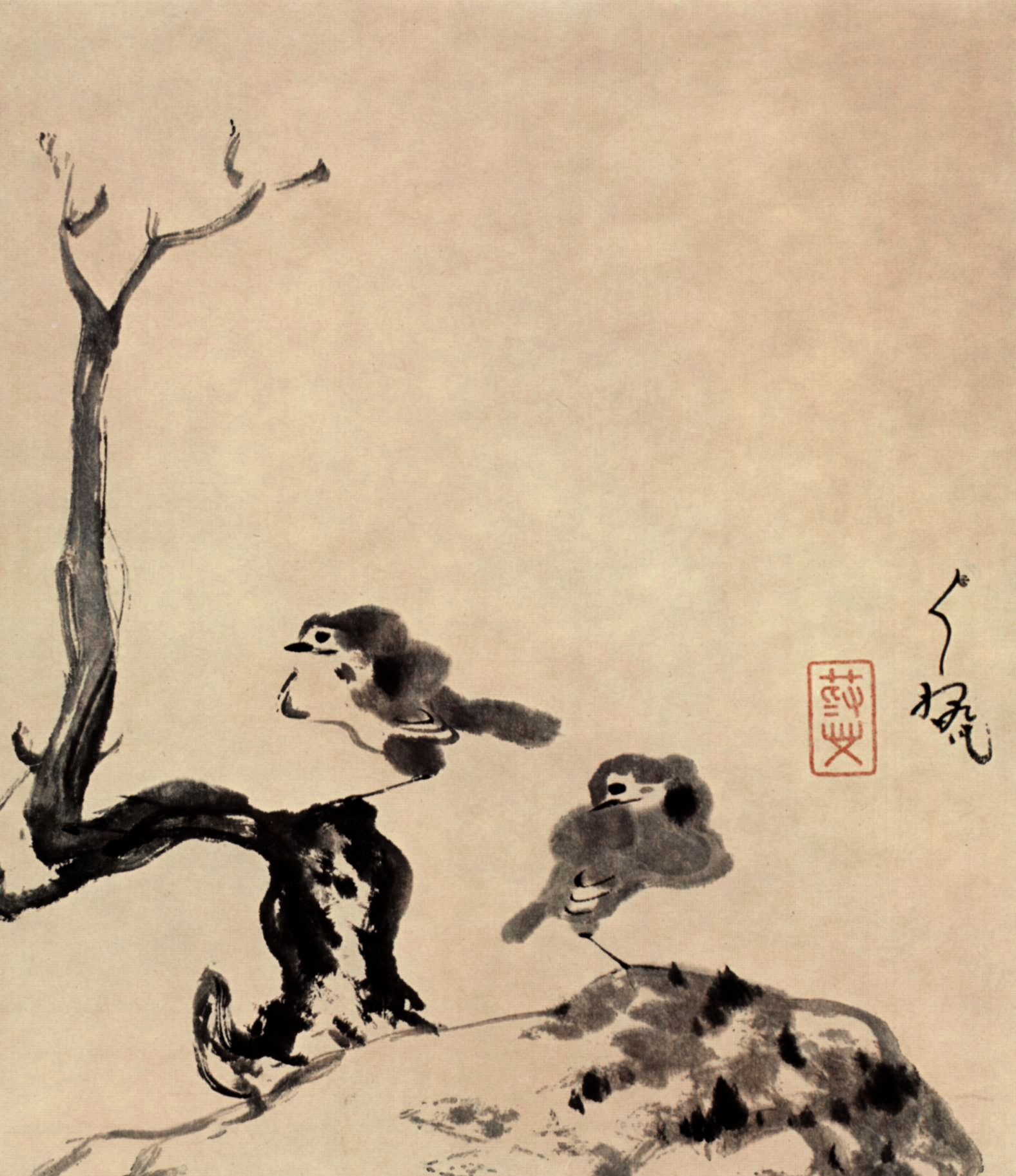

## Eftermäle
Nedslagskratern Chu Ta på planeten Merkurius är uppkallad efter honom.